# 登馬克 (紐約州)
登馬克（英語：Denmark）是一個位於美國紐約州劉易斯縣的鎮。

## 人口
根據2020年美國人口普查的數據，登馬克的面積為132.21平方千米，當中陸地面積為131.06平方千米，而水域面積為1.15平方千米。當地共有人口2626人，而人口密度為每平方千米20人。